# Silvia Klara Breitwieser

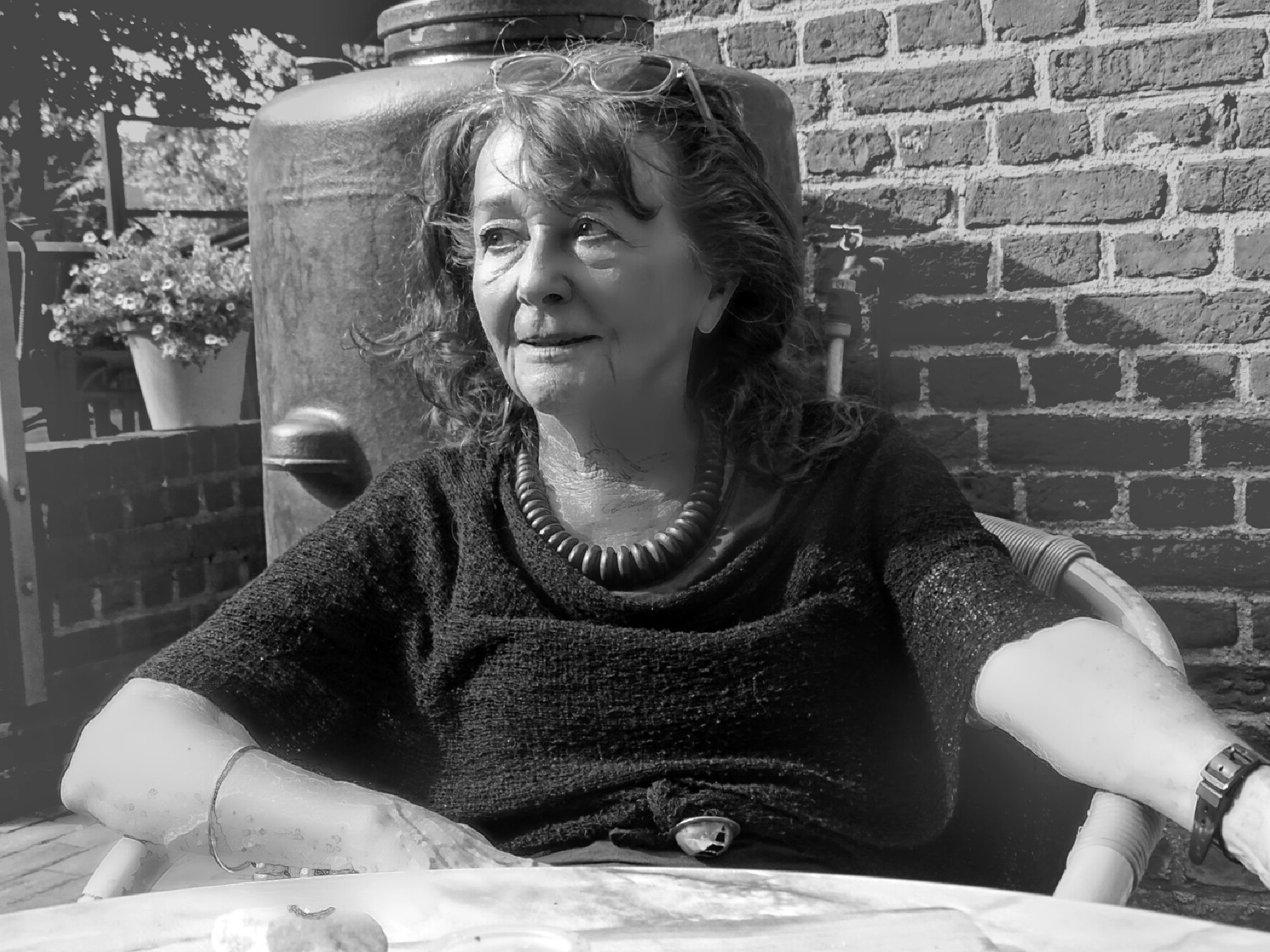
Silvia Klara Breitwieser, 2017

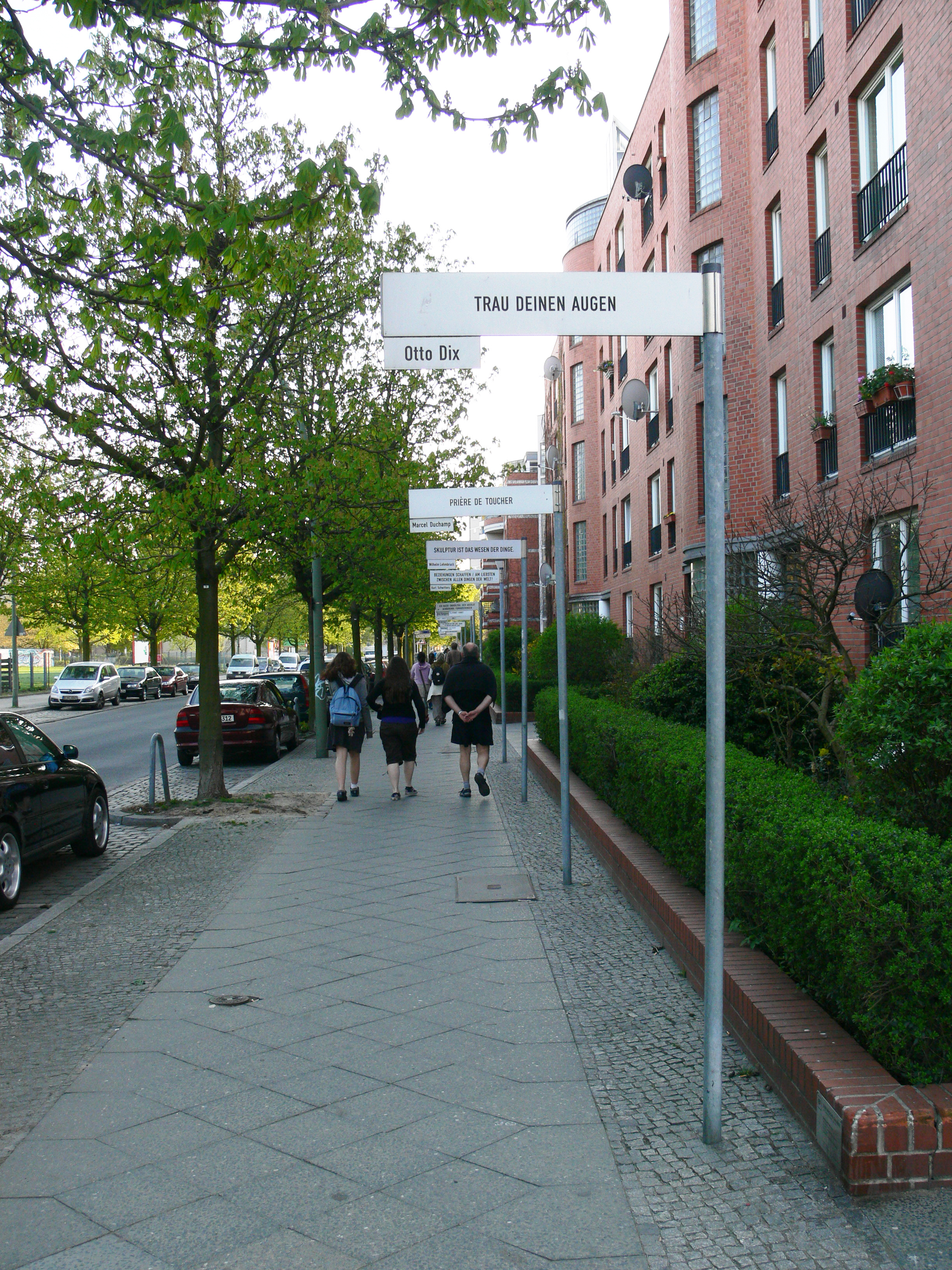
Botschaften – Die Berlinische Botschaft in Berlin-Kreuzberg

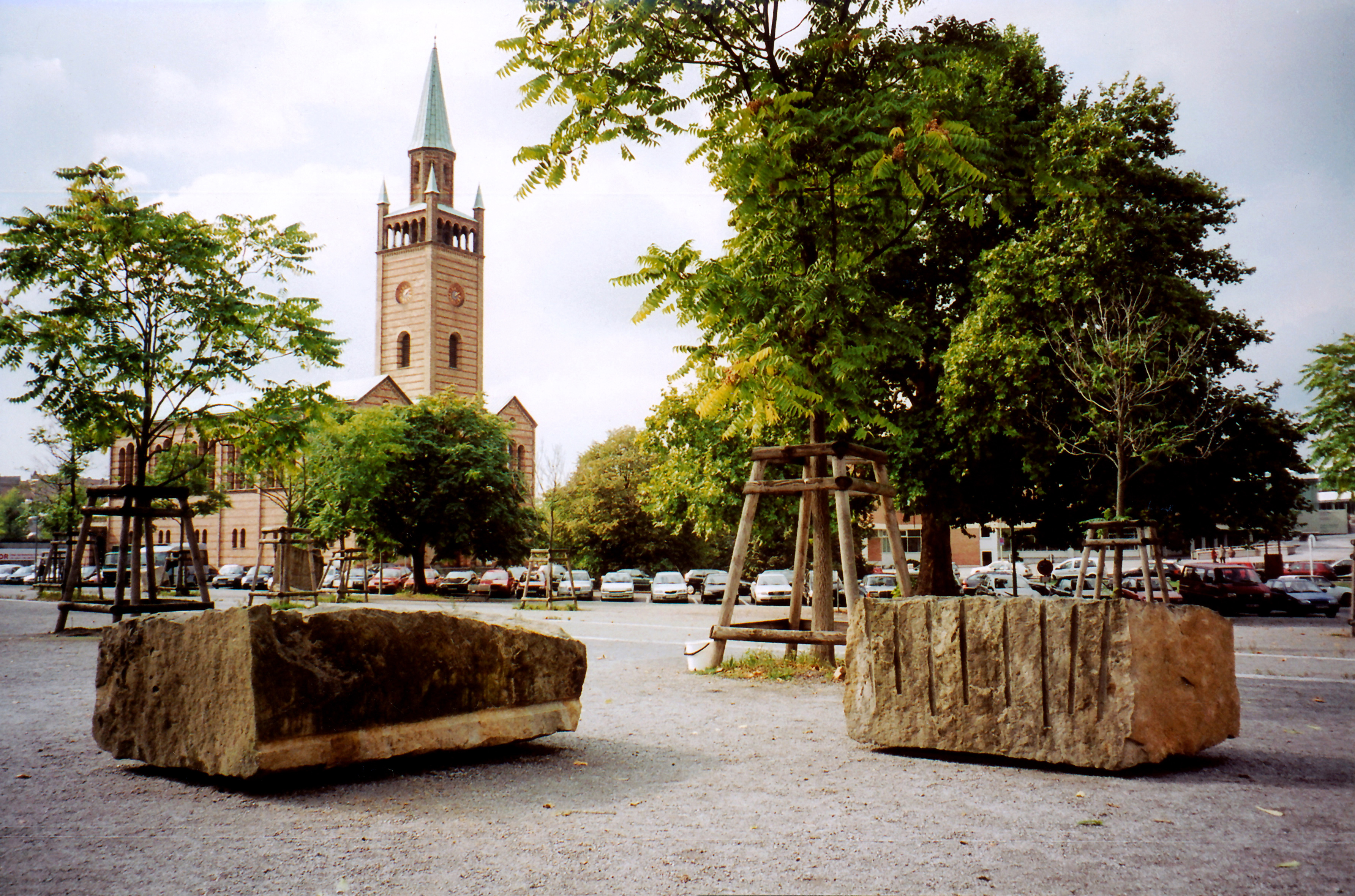
Historie und Histologie, Zwei Steine von S.K. Breitwieser, Matthäikirchplatz zwischen Neuer Nationalgalerie und Philharmonie

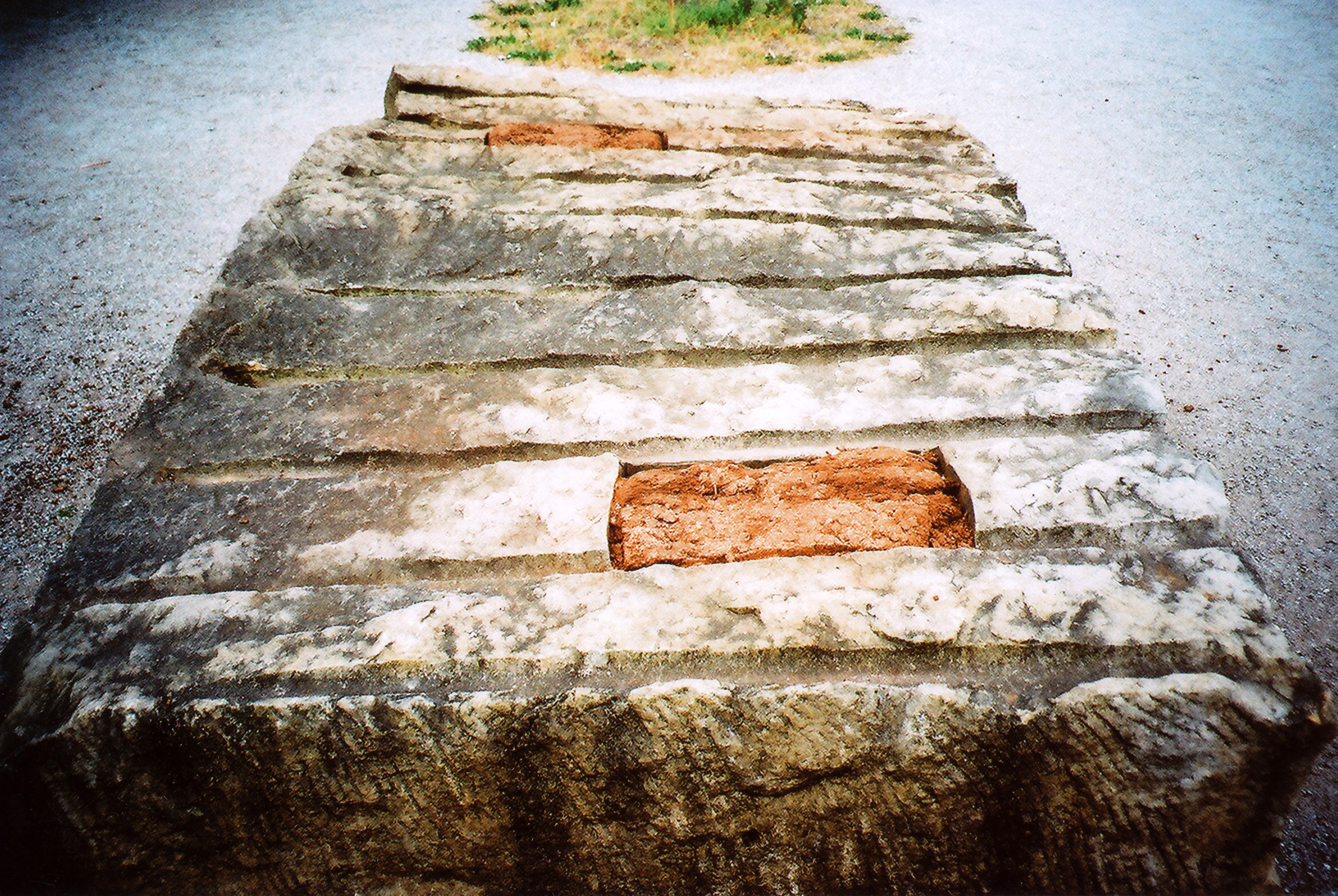
Historie und Histologie, Zwei Steine, Detail 2 Torfsoden (Kunst im öff. Raum von S. K. Breitwieser)

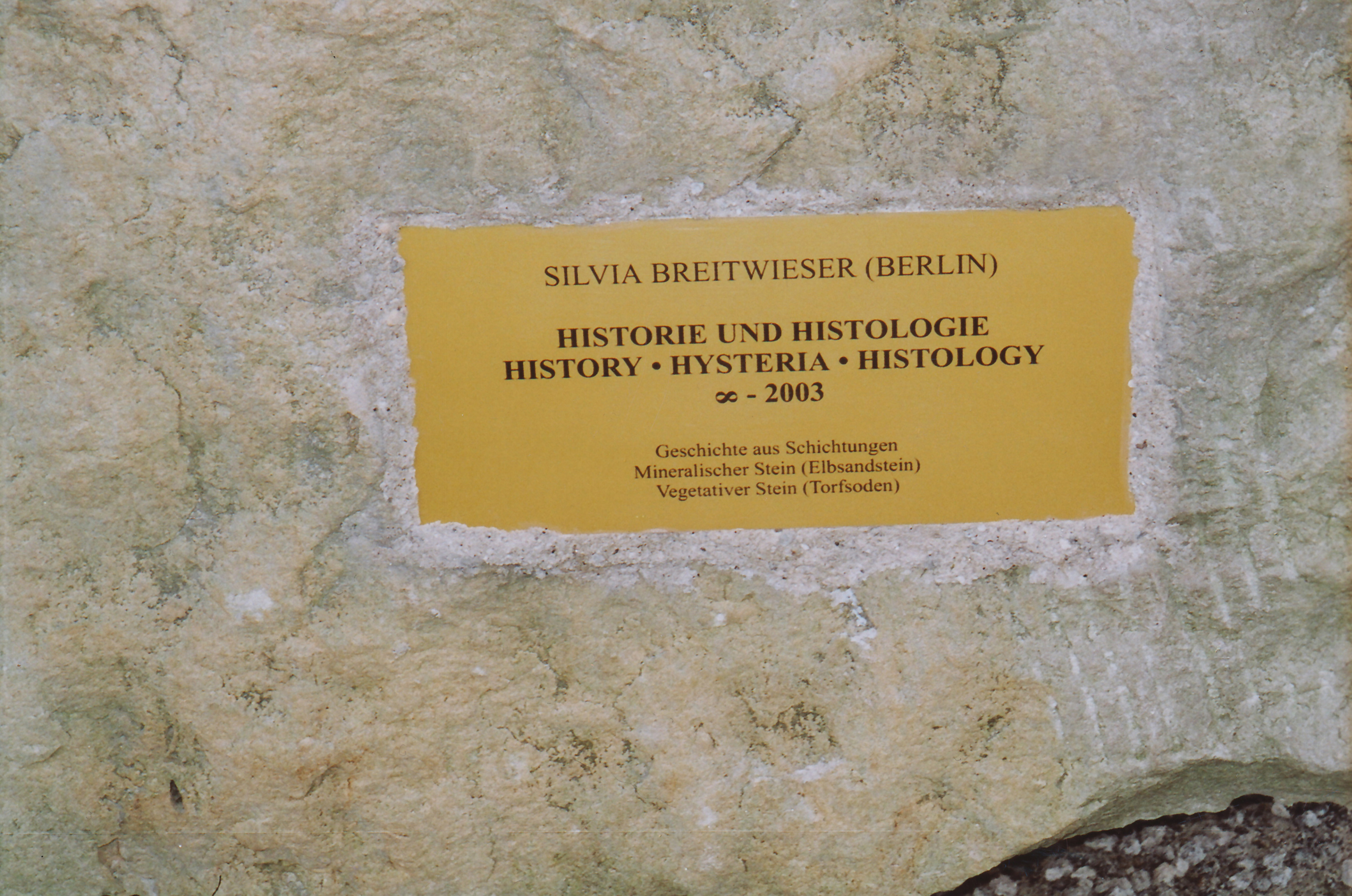
Historie und Histologie, Detail Text auf Messingplatte, 2 Steine von S.K. Breitwieser (Kunst im öff. Raum)

Silvia Klara Breitwieser (* 26. Juli 1939 in Krefeld) ist eine deutsche bildende Künstlerin.

## Leben
Silvia Klara Breitwieser wurde 1939 in Krefeld geboren und verbrachte als Kriegskind die Jahre 1942 bis 1945 in Evakuierung in den Bergen Österreichs. Sie studierte nach dem Abitur 1959 in Tübingen und München Psychologie, Philosophie und Literatur. Ab 1963 war sie in Düsseldorf, München und Marburg u. a. im Buchhandel tätig. Gleichzeitig entstanden erste bildnerische Werke. 1965 heirateten Silvia K. Breitwieser und Dietmar Kamper. Der Ehe entstammen zwei Töchter. Von 1971 bis 1976 studierte sie Bildhauerei und Keramik an der Kunsthochschule Kassel. Seit 1972 nimmt sie mit ihren Skulpturen, Objekten, Fotografie und Interventionen zeitkritisch, mehrmedial und installativ an Ausstellungen sowie Publikationen teil. Sie realisierte eine Vielzahl von Einzelprojekten im Ausland, wie in Österreich, Florenz, Venedig, Valencia, in der Türkei (Das Troja-Projekt), in Griechenland (Insel Karpathos), Tschechien und in Ägypten (Ausgraben – Eingraben). Seit 1981 gibt es permanente und temporäre Arbeiten im Öffentlichen Raum und ihre Beteiligung bei Wettbewerben zur Kunst im Stadtraum, erwähnenswert u. a. Wettbewerbe wie der Skulpturengarten am Funkturm, Berlin West (mit Realisierung 1979/80); Denkzeichen Rosa Luxemburg Berlin (2004), BUGA Schwerin (2008).
Silvia K. Breitwieser versteht Kunst als Zeitzeugnis und Forschung, ihr Werk ist der gesellschaftlichen Bezugnahme, Historie und Histologie und dem Erinnern verbunden – als Konstante ihrer bildhauerischen Arbeit. Schon frühe Werkgruppen haben die Titel HARDWARE – SOFTWARE, HIGHTECH – LOWTECH. Zu ihren großen Projekten gehören ihr TORFFORUM BERLIN. DER SCHWANKENDE BODEN (1987/88) auf dem Gelände des ehemaligen Anhalter Bahnhofs im Rahmen der Ausstellung Mythos Berlin, ihre 32 Museumswegweiser MUSEN- UND MUSEUMS-BOTSCHAFTEN (siehe Abbildung), heute ein Ankauf der Berlinischen Galerie und ihr mehrmediales Trajekt WEBWERK – WE(B)BWERK (2009 ff.) mit 100 eingeladenen Teilnehmern zur Untersuchung GEWEBE HEUTE, ein Mappen-, Ausstellungs- und Online-Werk.
Silvia K. Breitwieser ist Mitglied des Deutschen Künstlerbundes, des Berufsverbandes Bildender Künstler, des Vereins der Berliner Künstlerinnen (VdBK) 1867 e.V. und des Atelierhaus Neue Panzerhalle (NAP). Seit 1979 lebt und arbeitet sie in Berlin, und seit 1990 hat sie ihr Atelier am Stadtrand Berlin/ Potsdam/ OT Groß Glienicke.

## Preise und Stipendien
- 1979: Preis im Wettbewerb Skulpturengarten am Funkturm Berlin-West, Berliner Senat für Bauen und Wohnen
- 1986: Gaststipendium, Villa Romana, Florenz; Aufenthaltsstipendium Schloß Gnas, Steirischer Herbst, Graz
- 1989: 1. Preis des Frauenmuseum, Bonn (Lotte Bingmann-Droese-Kunstpreis)
- 1993: Künstlerinnenstipendium des Senat für kulturelle Angelegenheiten, Berlin
- 1994: Großes Berlinstipendium des Senat für kulturelle Angelegenheiten, Berlin; Gaststipendium Villa Romana, Florenz
- 2006: Preis der Aquamediale (Durst), Landratsamt Lübben/Landkreis Dahme-Spreewald
- 2017: Preis im Kunst-Wettbewerb RUMOOREN, Greifswald-Moorcentrum, Michael Succow-Stiftung, Caspar-David-Friedrich-Institut und Universität Greifswald (B))

## Publikationen (Auswahl)
- Silvia Breitwieser: Das Schwinden der Dinge (Bildessay), in: Das Schwinden der Sinne, hrsg. v. Dietmar Kamper und Christoph Wulf, Edition Suhrkamp 1188, Frankfurt am Main 1984, ISBN 3-518-11188-4, S. 87–97.
- Silvia Breitwieser: Inschriften (Bildessay), in: Dietmar Kamper und Gerburg Treusch-Dieter: Obsession und Imagination, hrsg. v. Konkursbuchverlag Claudia Gehrke, Tübingen 1985, ISBN 3-88769-302-7, S. 63–110.
- Silvia Breitwieser: Geschaffene Historie – Gewachsene Historie. Das anhaltende Berlin. In: Mythos Berlin. Concepte. hrsg. v. Mythos Berlin Ausstellung GmbH, Verlag Ästhetik und Kommunikation, Berlin 1986, ISBN 3-88245-139-4, S. 67–69.
- Ein fiktives Interview von Silvia Breitwieser: Liaisons dangereuses – Kunstmachen zur 750-Jahr-Feier Berlin. In: Berliner Kunstblatt. 16. Jhg., Nr. 56/ 1987. Hrsg. und Verlag Interessengemeinschaft Berliner Kunsthändler e.V, S. 19–22, ISSN 0170-1665
- Silvia Breitwieser zu Silvia Breitwieser: Kunst genügt nicht. Histologie gegen Hierarchie. In: Inge Huber, Karoline Müller (Hrsg.): Physiologie der Bildenden Kunst. Berlin 1987, ISBN 3-926460-00-8, S. 94 ff.
- Dietmar Kamper – Silvia Breitwieser: begreifen, ohne auf den Begriff zu bringen. Ein Zwiegespräch über Kunst und Philosophie, in: Kunstforum International, Band 100, Köln 1989, Seite 302–315.
- S. K. Breitwieser: Bild und Building – Arbeiten mit Fotografie. Kunstverein Marburg und Edition Dies, Berlin 1993.
- S. K. Breitwieser: Res Publica – Arbeiten im öffentlichen Raum. Metro Verlag, Berlin 1995, ISBN 3-928282-06-9.
- S. K. Breitwieser: Musen- und Museumsbotschaften. zweiteilige Dokumentation, hrsg. v. Künstlerhaus Bethanien, Potsdam/ Berlin 1996 und Berlin 1997, ISBN 3-923479-97-2 und ISBN 3-932754-00-X.
- S. K. Breitwieser: Die Installation – Zwischen Endlichkeit und Unendlichkeit. In: Torso. hrsg. v. Verein der Berliner Künstlerinnen 1867 e.V., Berlin 2003, S. 340–343.
- S. K. Breitwieser: Das Schwarze Projekt (The Black Projekt) – Modell und Wirklichkeit. Meine Erlasse als Künstler/In zum Problem der Vor- und Nachlässe  in der Bildende Kunst (Essay). In: Anno RAK 4/ Mitteilungen aus dem Rheinischen Archiv für Künstlernachlässe. Bonn 2013, S. 62–73.
- Hans Joachim Albrecht über Silvia K. Breitwieser In: Hans Joachim Albrecht: Bildhauer in Deutschland im 20. Jahrhundert. Von Hans Arp bis Erwin Wurm. Gebr. Mann Verlag, 2017, ISBN 978-3-7861-2778-9, S. 219ff.
- Silvia K. Breitwieser: Marianne von Werefkin – Die blaue Reiterin? In: Neue Positionen – Der Verein der Berliner Künstlerinnen 1867 e.V. hrsg. v. Verein der Berliner Künstlerinnen 1867 e.V., Michael Imhof Verlag, Petersberg 2019, ISBN 978-3-7319-0812-8, S. 36–37, 82–85.
- Silvia Klara Breitwieser: Das andere Buch der Dinge. Res Publica (II). Arbeiten mit Objekt, Skulptur, Fotografie, Konzept und Kontext, hrsg. v. Art In Flow Verlag für Zeitgenössische Kunst, Berlin 2021, ISBN 978-3-938457-52-8

## Werke im Öffentlichen Raum
- Musen- und Museumsbotschaften / Die Berlinische Botschaft zwischen der Berlinischen Galerie – Landesmuseum für Moderne Kunst, Fotografie und Architektur und dem Jüdischen Museum (Alte Jakobstraße/ Lindenstraße)
- Historie und Histologie. History-Hysteria-Histology, 2003. Zwei Steine auf dem Matthäikirchplatz zwischen Neuer Nationalgalerie/Kulturforum/Philharmonie/Potsdamer Platz, Berlin (bis Ende 2018), wegen des neuen Museumsbaus umgezogen in den Skulpturenpark am Klostersee Lehnin
- Kunst-Wegweiser im Park Kaiser-Friedrich-Halle, Mönchengladbach
- Wegweiser zu Marianne von Werefkin,  Zitadelle Berlin (Spandau) als Leihgabe der Kunstsammlung des Archivs der Akademie der Künste Berlin